# Nové Město (Kadaň)
Nové Město, též Neustadt nebo Horní předměstí, je historickou čtvrtí města Kadaně.

## Historie
Podle tradice je zakladatelem Nového Města kadaňského rozprostírajícího se původně za městskými hradbami v prostoru mezi Průnéřovskou a Svatou (Mikulovickou) branou Jan Hasištejnský z Lobkowicz, někdejší zástavní pán královského města Kadaně. Již od 13. a 14. zde však byly budovány hospodářské dvory, koncem 15. století také tzv. Panský dvůr, který byl právě majetkem majetkem šlechtického rodu Lobkowiczů. Pojmenování Nové Město se v písemných pramenech objevuje poprvé roku 1555. Toho roku stálo na Novém Městě a na přilehlém Sedleckém předměstí okolo tří set domů. Město Kadaň, tedy zmiňované čtvrti, Špitálské předměstí a centrum, nazývané Staré Město, čítalo celkem 694 domů. Hospodářský dvůr na Novém Městě tehdy vlastnil také například kadaňský měšťan a primas Petr Štěrba ze Štěrbic, významný vzdělanec, právník a zemský politik, propagátor tzv. České konfese. V 16. století je na Novém Městě zmiňována celá řada ulic, kde svou živnost provozovali mnozí kadaňští řemeslníci, jako například ulice Mandlovní, Povoznická, Pastýřská, Ježčí (nejspíš sídlo řemeslníků cechu krejčovského), Řetězová či Rybná, všechny doložené nejpozději roku 1569.

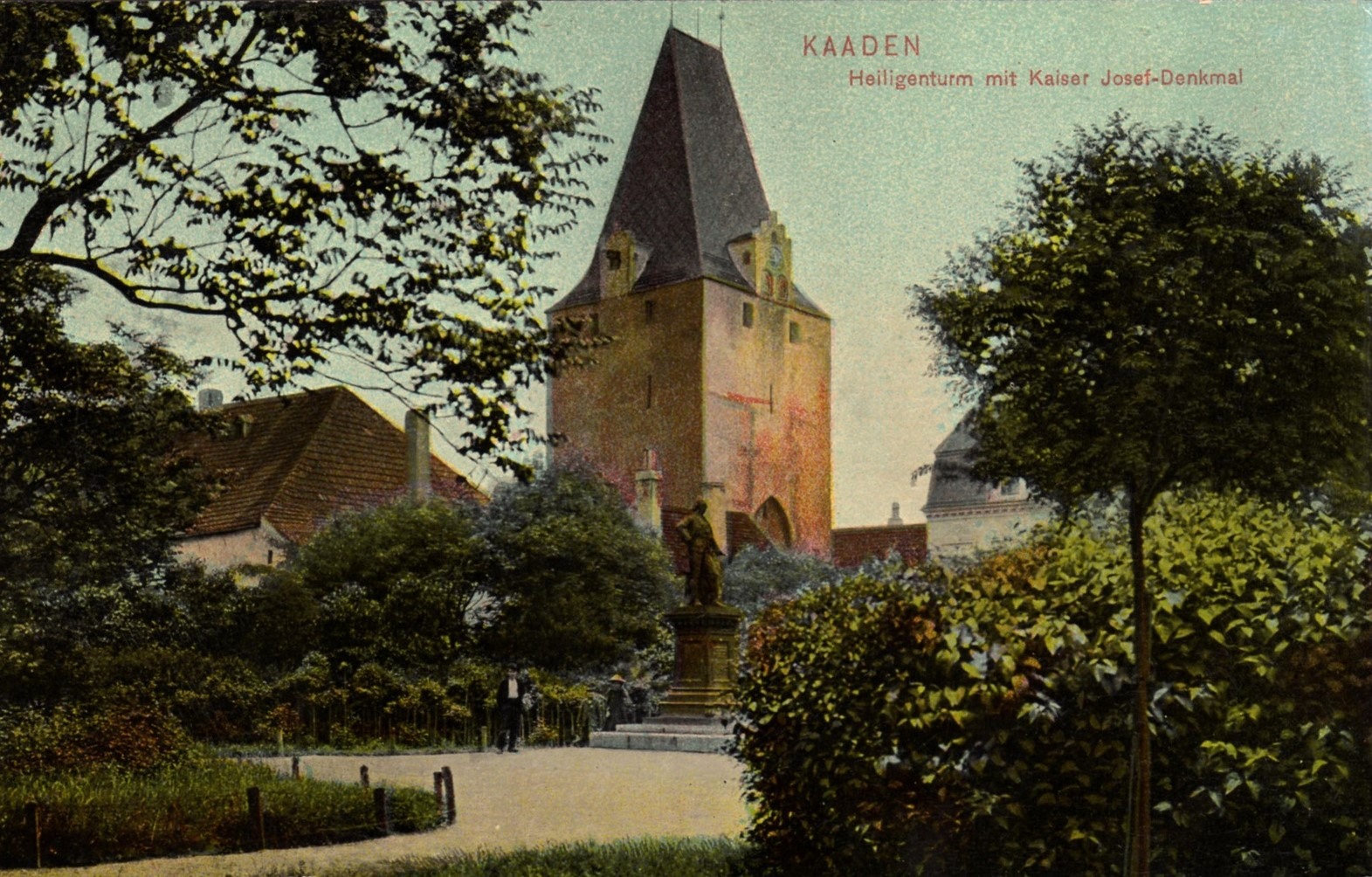

Po masivní asanaci, která proběhla na přelomu 50. a 60. let 20. století zmizela takřka veškerá původní historická zástavba, která byla zčásti nahrazena výstavbou panelových domů. V současné době se původní oblast Nového Města nachází sevřena mezi ulicemi Jana Švermy, Komenského, Kapitána Jaroše a Jungmannovy, středem pak prochází část ulice Fibichovy. Právě v místech, kudy nyní prochází Jungmannova ulice, se původně nacházel hradební pás kadaňského předměstského opevnění, uzavírající Nové Město třemi předměstskými brankami, a sice brankou Prunéřovskou, Pastýřskou (též Schrauzerova) a Svatou. Prunéřovská branka byla zbořena kolem roku 1832, Svatá roku 1838 a branka Pastýřská v roce 1847. Srdcem Nového Města býval takzvaný Dobytčí trh, který se nacházel v prostoru před Svatou branou. Nacházela se zde také velká kovárna, která své uplatnění nalézala především v nabízení svých služeb kupeckým karavanám, jež směřovaly na Prahu, nebo opačným směrem přes Krušné hory do Německa. Důležitou komunikaci pro kupecké karavany tehdy představovala již zmiňovaná Pastýřská ulice. Ta byla od 16. století označována též jako ulice Schrauzerova, a sice podle soukeníka Hanse Schrauzera, významného kadaňského měšťana a řemeslníka, který byl právě poblíž Pastýřské (Schrauzerovy) branky roku 1506 zavražděn. V době pobělohorské je Nové Město zmiňováno například v souvislosti s dvorem evangelického exulanta Zachariase Aichfelda. Tento dvůr mu byl zkonfiskován roku 1628. Patřila k němu tehdy též sladovna, zahrady, řada hospodářských budov a obytný dům. Když roku 1635 zachvátil město Kadaň ničivý požár, Nové Město zůstalo jako zázrakem této pohromy ušetřeno. Naopak v roce 1811 zde během požáru řada domů lehla popelem a před ohnivým živlem se zachránila je předměstská část tehdejší Svaté ulice (nynější ulice J. Švermy), a též sousední Sedlecké předměstí zůstalo požárem, který jinak zasáhl skoro celé město, téměř nedotčeno.
V průběhu 2. poloviny 19. století se zástavba na Novém Městě začala rychle zahušťovat. Již roku 1842 bylo zbořeno předbraní (barbakán) Svaté brány a od roku 1871 zde začalo město vykupovat pozemky a parcely. Mezi lety 1872 až 1873 byla zbudována nová budova gymnázia (čp. 562), kde v současné době sídlí střední průmyslová škola stavební, a která do nynější doby představuje hlavní dominantu kadaňského Nového Města. V roce 1875 byl prostor mezi tehdejším gymnáziem a Svatou branou proměněn v park a byl nazván Gymnaziálním náměstím. Již roku 1882 zde však byla vztyčena litinová socha římského císaře Josefa II. a náměstí bylo přejmenováno na Josefské. Socha byla z náměstí odstraněna v roce 1923, znovu zde však byla instalována roku 1995. V období po roce 1895 vznikl na okraji Nového Města, v místech, kde se nyní nachází sídliště Budovatelů (lidově zvané též Áčko), sportovní areál s tělocvičnou (Turnhalle, později Sokolovna) a restaurací, kterému až do 50. let 20. století dominovala antikizující socha diskobola. V nynější Jungmannově ulici (do roku 1945 ulici Jahnově, pojmenované podle Friedricha Ludwiga Jahna, zakladatele německého tělocvičného spolku) byl roku 1903 vystavěn luteránský kostel Nejsvětějšího Spasitele, v současnosti zasvěcený svatým apoštolům Petru a Pavlovi, který využívají věřící církve československé husitské. Dům čp. 424 ve zbořené Schrauzerově ulici byl za první republiky obecním majetkem a sloužil jako útočiště pro nemajetné rodiny. Již kolem roku 1900 bylo Nové Město propojeno systémem tří náměstí – Josefským (v prostoru před Svatou branou), Gymnaziálním (před hlavním vchodem do tehdejšího kadaňského gymnázia) a Löschnerovým. Všechna tři náměstí byla tehdy opatřena parkovou úpravou.
V dobách, kdy město Kadaň náleželo k tzv. Sudetské župě (1938–1945) došlo na Novém Městě ke změně názvů některých ulic. Původně Svatá ulice byla pojmenována po Hermannu Göringovi, Josefské náměstí neslo jméno Horsta Wessela a Schrauzerova ulice získala svůj nový název podle nacionálně socialistických paramilitárních úderných oddílů SA. Po roce 1945 vystřídal Göringa v názvu ulice nejprve Ludvík Svoboda a později Jan Šverma, Wessel byl nahrazen Komenským a SA straße se stala ulicí Rudé armády. Roku 1958 bylo v tehdejší Komenského ulici, v prostoru někdejšího Josefského náměstí, zřízeno hlavní kadaňské autobusové nádraží. V následujícím roce pak započala výstavba již zmiňovaného panelového sídliště Budovatelů (sídliště A), kterému předcházela rozsáhlá asanace původní zástavby kadaňského Nového Města. Roku 1959 vyhořel proslulý hotel a zájezdní hostinec Zelený strom a stejně tak roku 1964 budova novoměstské sokolovny. Mezi lety 1959 a 1967 pak došlo k radikální urbanistické přeměně celé čtvrti, během které byla většina historických budov nucena ustoupit nové výstavbě panelových domů.